# Den maskerede bande
Den maskerede bande (norsk: Bergenstoget plyndret i natt) er en norsk film fra 1928, efter en roman af samme navn af Jonathan Jerv (pseudonym for Nordahl Grieg og Nils Lie).Filmen var instrueret af Uwe Jens Krafft, efter manuskript skrevet af Alf Rød. Paul Berge og Johs. Bentzen fotograferede de norske udendørsscener i Holmenkollen og Nordmarka, på Geilo, Finse, Voss og i Hardanger (marts-april 1928). Indendørsscenerne blev fotograferet af Günther Krampf i EFA- og UFA-studierne i Berlin fra (maj-juni) 1928. Bag filmproduktionen stod den unge bergenske rigmand Magdalon Mowinckel og Thorvald Isdahl jr. og Nils Lie, som udgjorde styret i produktionsselskabet Norsk Super Film A/S. Projektet er et af de allerførste forsøg på at lave norsk underholdningsfilm til det internationale marked. I hovedrollerne optræder ægteparret Aud Egede-Nissen og Paul Richter, begge stjerner i tyske stumfilm i den første halvdel af 1920'erne. De større biroller blev spillet af norske og tyske skuespillere, mens de fem studenter er amatørerskuespillere fra Blindern Studenterhjem. Filmen blev genudgivet i 2009.

## Handling
Filmen fortæller om et velinstrueret reklamestunt, hvor Tom Heiberg får en reklameoppgave for Bergensbanen. Han får nogen kammerater med sig, og natten til den 1. april slår de til, og røver passagerne på toget. Da aviserne skriver om det frække overfald tror alle at det er en aprilsnar. Tom har opnået sit mål, leverer tyvegodset tilbage får jobbet som reklamechef for togselskabet, og direktørens datter Grete får han også bagefter.

## Modtagelse
Filmen, havde premiere på Konsert-Palæet kino Bergen 17. september 1928. Bergenstoget plyndret inatt blev meget godt modtaget af filmanmelderne i norske dagsaviser, og 100.000 personer så filmen mens den gik i biograferne i Norge i 1928-1929. Det kan dokumenteres at den blev eksporteret til Tyskland, Østrig og Italien (Syd-Tyrol) under titlen Schneeschuhbanditen (1929), til England (1929) under titlen Thin Ice (kun en kendt bevaret kopi er fundet), Sverige (1929 som Bergenståget plundrat inatt; totalforbudt som forbrytelsesinstruktiv og rettsforvillende), Danmark (Den maskerede bande, 1929), samt til Argentina, Paraguay og Uruguay, og sandsynligvis også til Kina og Japan.